# WebSphere Message Broker
O WebSphere Message Broker é um produto de integração de sistemas da família WebSphere da IBM que disponibiliza dados e informação de negócio na forma de mensagens 
MQ entre aplicações através de diferentes tecnologias e plataformas de software. As regras de negócio podem ser aplicadas aos fluxos de dados e mensagens que passam pelo "broker" para serem distribuídas e transformadas em formatos específicos para diferentes aplicações e plataformas de destino. O produto pode ser considerado um Enterprise Service Bus da empresa que fornece conectividade entre aplicações diversas..